# Рашид Алі аль-Ґайлані
Рашид Алі аль-Ґайлані (араб. رشيد عالي الكيلاني‎; 1892 — 28 серпня 1965) — іракський політичний діяч, тричі очолював уряд країни. Будучи прибічником нацистської Німеччини, проводив пронімецьку націоналістичну політику на противагу Англії.

## Життєпис

### Початок кар'єри
Свою урядову діяльність аль-Ґайлані розпочав у кабінеті Ясіна аль-Хашимі, де він обіймав посаду міністра юстиції. аль-Ґайлані відкинув англо-іракський договір, підписаний Нурі аль-Саїдом 1930 року, та створив свою власну партію національного братерства з метою сприяння націоналістичним цілям.
1940 року, вдруге очоливши уряд, аль-Ґайлані розпочав обмеження британських амбіцій в Іраку. Остерігаючись втратити свій вплив у регіоні, британці підштовхнули попередника аль-Ґайлані — Нурі аль-Саїда до спроби державного перевороту. Однак аль-Ґайлані, який мав популярність як серед військових, так і серед цивільного населення Іраку, викрив Нурі аль-Саїда та зміцнив свою владу, але не надовго. Невдовзі він був змушений піти у відставку.

### Англо-іракська війна
Скориставшись поразками Англії в Європі й на Близькому Сході, Рашид Алі аль-Ґайлані та пронімецьке націоналистичне угруповання «Золотий квадрат» на чолі з полковниками Салахом ад-Діном ас-Сабахом, Махмудом Сальманом, Фахмі Саїдом і Камілем Шабібом, а також начальником іракського генерального штабу Аміном Закі Сулейманом 1 квітня 1941 року здійснили військовий переворот.
Було сформовано уряд «національної оборони» на чолі з аль-Ґайлані. Під контроль нового кабінету перейшла територія всієї країни за винятком військових баз Великої Британії. В середині квітні великі з'єднання британських військ висадились у Басрі для захисту британських транспортних шляхів і нафтових родовищ. Іракський уряд, не бажаючи допустити посилення британських військ у країні, наказав взяти англійців в облогу в Ель-Хаббанії. 2 травня британські війська почали військові дії проти іракської армії. За домовленістю з режимом Віші від 7 травня Німеччина почала транспортування через Сирію, підмандатну Франції, військового спорядження до Іраку, проте, зайнята підготовкою до війни проти СРСР Німеччина не змогла надати суттєву допомогу іракським націоналістам. 30 травня уряд Рашида Алі аль-Ґайлані був повалений англійськими військами, які взяли Багдад.

### Останні роки
Після окупації країни британськими військами аль-Ґайлані втік до Німеччини, де його прийняв Гітлер та визнав головою іракського уряду в екзилі. Після поразки Німеччини у Другій світовій війні Рашид аль-Ґайлані переїхав до Саудівської Аравії. Він повернувся в Ірак після повалення монархії 1958 року. аль-Ґайлані знову спробував захопити владу, але був заарештований і засуджений до страти. Згодом його помилували й він вирушив у вигнання до Бейрута, де й помер 28 серпня 1965 року.